# Urim Statovci
Urim Statovci (ur. 11 marca 1999) – kosowski piłkarz, grający na pozycji napastnika w KF Prishtina e Re.

## Kariera klubowa

### Przed Fushë
Karierę zaczynał w klubie KF Arbëria Lipljan. 2 lipca 2018 roku został zawodnikiem zespołu KF Trepça'89 Mitrowica. 1 stycznia 2019 roku przeniósł się do KF Vitia na zasadzie wolnego transferu. 17 lipca 2020 roku został zawodnikiem KF Ulpiana Lipljan. 20 stycznia 2021 roku przeniósł się do KF Fushë Kosova. 3 lipca 2022 roku został graczem KF Vushtrria. 3 stycznia 2023 roku powrócił do KF Ulpiana Lipljan.

### KF Fushë Kosova
1 lipca 2023 roku ponownie został zawodnikiem KF Fushë Kosova. W tym klubie ponownie zadebiutował 19 sierpnia 2023 roku w spotkaniu Superligi przeciwko FC Malisheva (porażka 6:1). W debiucie strzelił gola – bramka padła w 24. minucie. Łącznie zagrał 18 ligowych meczów i strzelił 4 bramki.

### Dalsza kariera
6 stycznia 2024 roku przeniósł się do KF Prishtina e Re.